# Лючка
Лю́чка — річка в Покутсько-Буковинських Карпатах (Українські Карпати), у межах Косівського та Коломийського районів Івано-Франківській області. Ліва притока Пістиньки (басейн Пруту).

## Опис
Довжина 42 км, площа басейну 397 км². Долина річки розлога, пласка, ступінчаста, знижується із заходу на схід. У верхів'ї долина каньйоноподібна, нижче — V-подібна, завширшки 1,2—2 км. Ширина заплави до села Лючки 10—20 м, на окремих ділянках заплава відсутня; нижче її ширина досягає 150 м. Річище слабозвивисте, пересічна ширина 6—12 м (найбільша — 32 м). Є острови, водоспад (нижче с. Середнього Березова). Похил річки 16 м/км.
- Берегам Лючки характерні зсуви, стрімкі обриви (1999 року стався великий зсув берега у селі Мишин).

## Розташування
Річка бере початок у північно-західній частині Покутсько-Буковинських Карпат, біля південно-західної околиці села Лючки. Від витоків тече переважно на схід, після села Стопчатів повертає на північ, а перед гирлом — знову на схід. Гирло Лючки розташоване за кількасот метрів вище від гирла Пістиньки, навпроти південної околиці міста Коломиї.

## Притоки
Ласкунка, Ведмежий, Красник, Весняк, Сопівка (ліві); Акра, Рушір, Уторопка, Люча (праві).
- Керлибага — ліва притока у Нижньовербізькій сільській громаді. Бере  початок в урочищі Ведмеже у буковому лісі Тече переважно на північний схід  понад Великим Ключевим та через село Мишин і впадає у річку Лючку.[4]. Річку перетинає автомобільна дорога Р24

## Населені пункти
На річці — селище Яблунів, села: Лючки, Середній Березів, Нижній Березів, Люча, Стопчатів, Ковалівка, Мишин, Верхній Вербіж, Нижній Вербіж.